# کندی دالفر
کندی دالفِر (به هلندی: Candy Dulfer) (زادهٔ ۱۹ سپتامبر ۱۹۶۹) نوازندهٔ ساکسوفون آلتوی سموث جَز اهل هلند است. او که فرزند نوازندهٔ ساکسفون جَز هلندی هانس دالفر است، نواختن این ساز را از ۶ سالگی آغاز کرد. دالفر گروه خودش به‌نام فانکی استاف را دارد که در ۱۴ سالگی آن را تأسیس کرد. اولین آلبوم او با نام ساکسوالیتی (۱۹۹۰) که نامزد دریافت یک جایزهٔ گرَمی بوده‌است بیش از ۵۰۰۰۰۰ نسخه فروش داشت.
دالفر تابه‌حال ۹ آلبوم استودیویی، ۲ آلبوم اجرای زنده و ۱ آلبوم برگزیده آثار منتشر کرده‌است. او با دیگر هنرمندان موسیقی مانند هانس دالفر، ون موریسون، دیو استیوارت، پرینس، آرتا فرانکلین و پینک فلوید نیز همکاری‌هایی داشته‌است. دالفر در سال ۲۰۰۷ برنامهٔ تلویزیونی ...Candy meets را اجرا می‌کرد که در آن با هنرمندانی که با هم همکاری کرده بودند گفتگو می‌کرد.